# Ядерний гриб

Формування ядерного гриба. Холодне повітря, нагріваючись, підіймається вгору, де закручується у тороїда при взаємодії з висхідним через центр тороїда потоком. За межами центру хмари газ охолоджується, стаючи схожим на звичайну хмару.

 Ядерний гриб  — грибоподібна хмара, що виникає після ядерного чи термоядерного вибуху, також зветься радіоактивною хмарою. Названо так через схожість форми з формою плодового тіла грибів. Грибоподібна хмара може утворитися не тільки в результаті ядерних вибухів, але також і внаслідок будь-яких вибухів достатньої потужності, при виверженнях вулканів, пожежі тощо. 

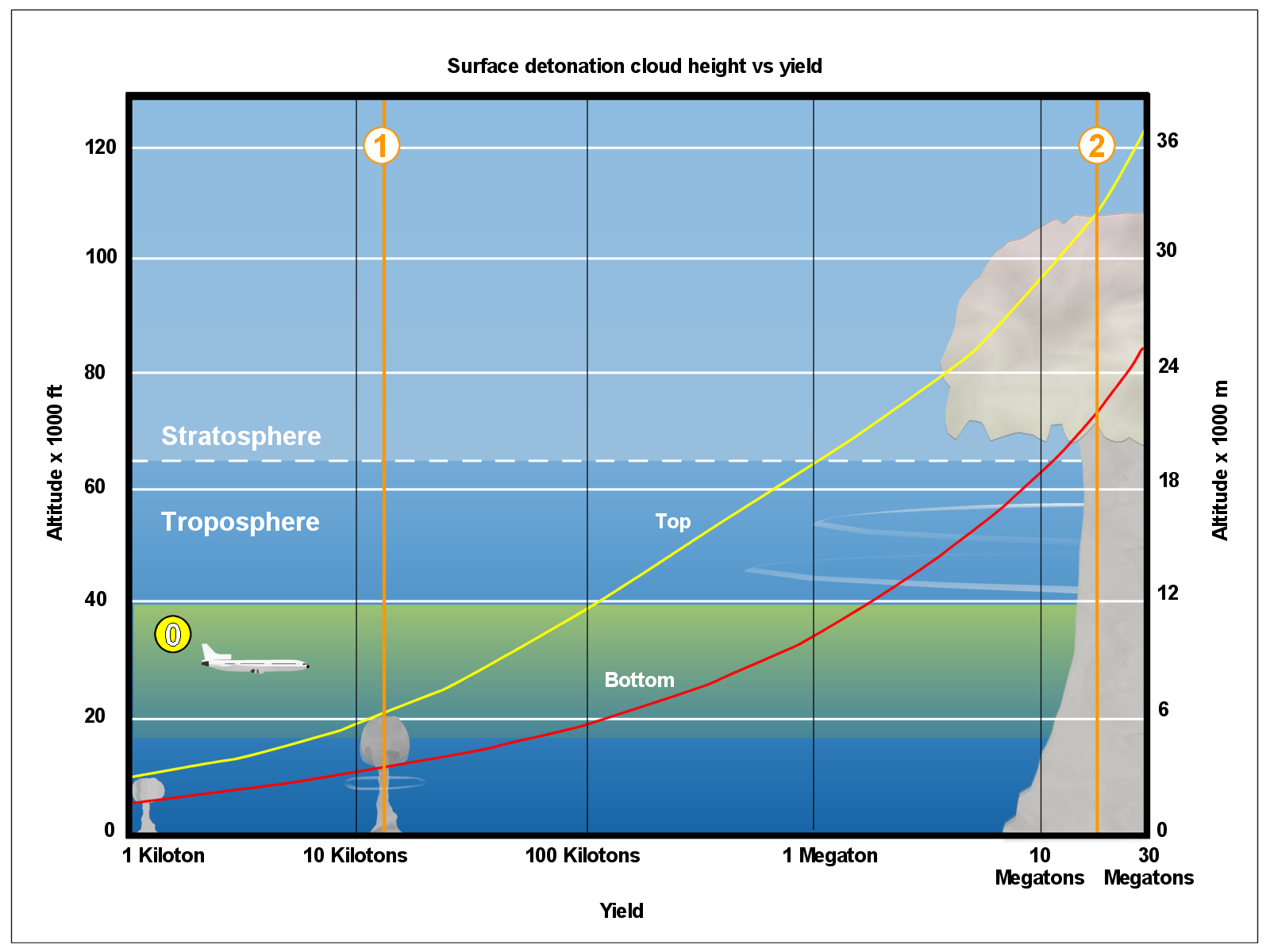
Висота ядерного гриба (у футах) в залежності від енергії (в тротиловому еквіваленті)

При висотних і підземних ядерних вибухах грибоподібна хмара не утворюється.
Формування ядерного гриба є результатом нестійкості Релея-Тейлора, що виникає при підйомі пилової хмари. Нагріте вибухом повітря підіймається вгору, закручується у кільцеподібний вихор і тягне за собою "ніжку" - стовб пилу і диму з поверхні землі. По краях вихору повітря охолоджується і, завдяки конденсації водяної пари, стає схожим на звичайну хмару. Після  закінчення підйому "ядерний гриб" являє собою сильно розвинену вгору купчасто-дощову хмару грибоподібної форми, вершина якої досягає висоти 15-20 км при потужності вибуху близько 1 мегатони. При достатній потужності вибуху, із хмари, що утворилася в наслідку, випадають зливові дощі,  що можуть частково загасити наземні пожежі на шляху переміщення хмари. 
Особливу небезпеку після ядерного чи термоядерного вибуху, особливо наземного, несе радіоактивна хмара. Частини пилу, що містять радіоактивні речовини, притягають водяну пару і навколо них, в міру підйому та охолодження хмари, швидко утворюються краплі води, що випадають на землю у вигляді радіоактивного дощу, граду або снігу. Опади радіоактивної хмари є джерелом радіоактивного зараження і несуть загрозу усім живим істотам. 

## Галерея

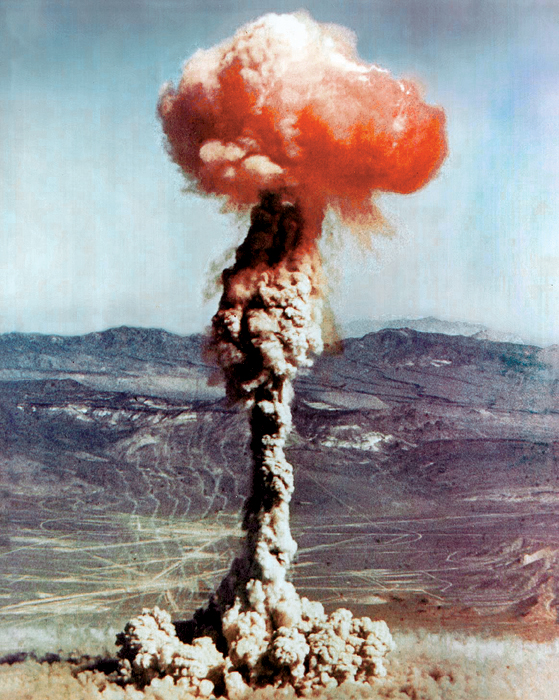
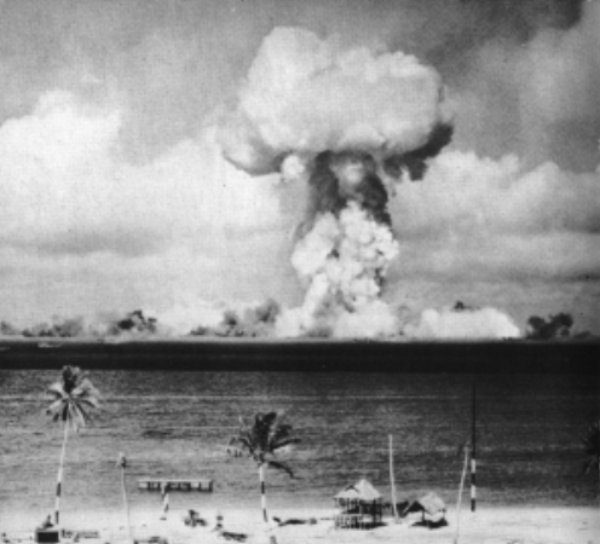
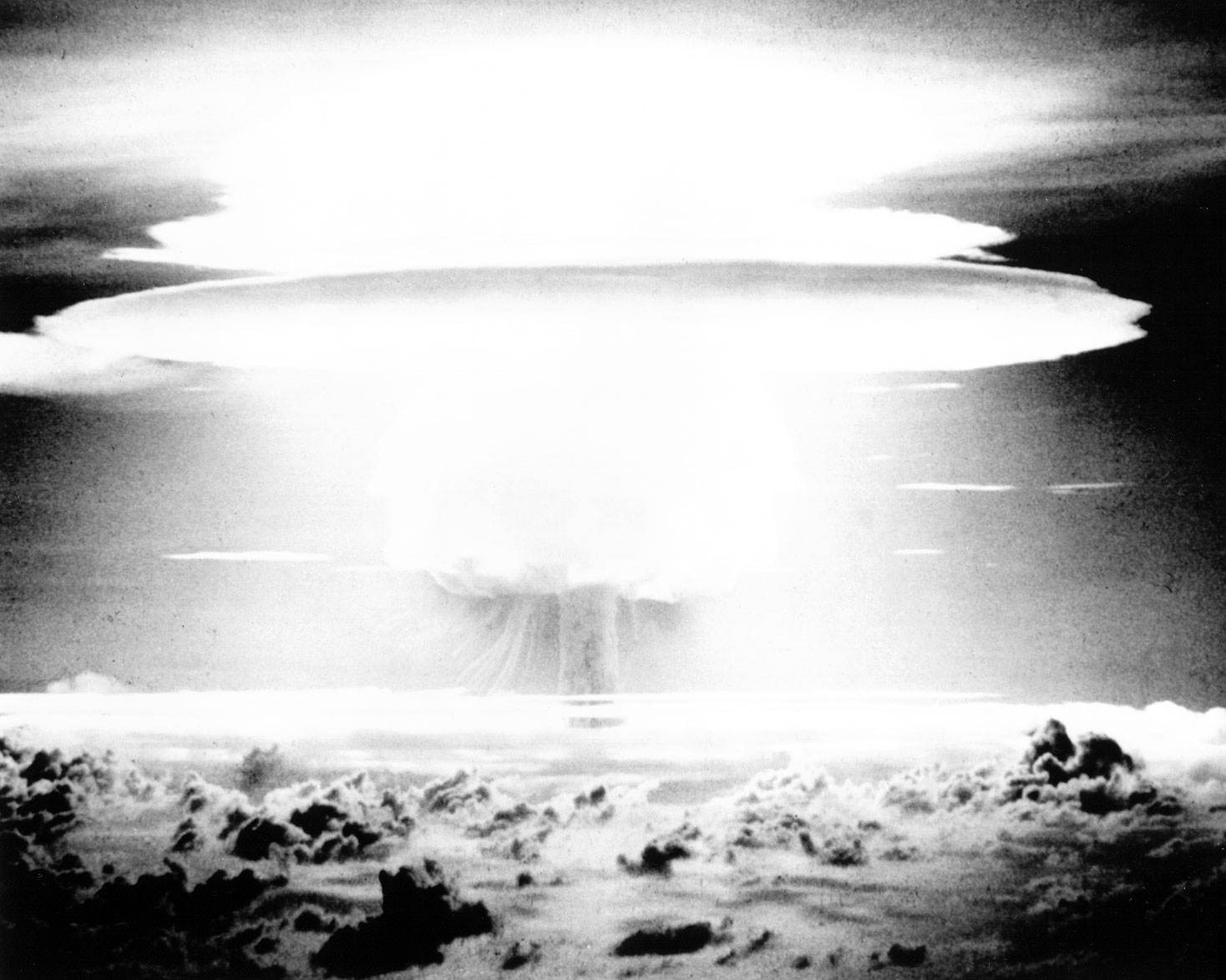
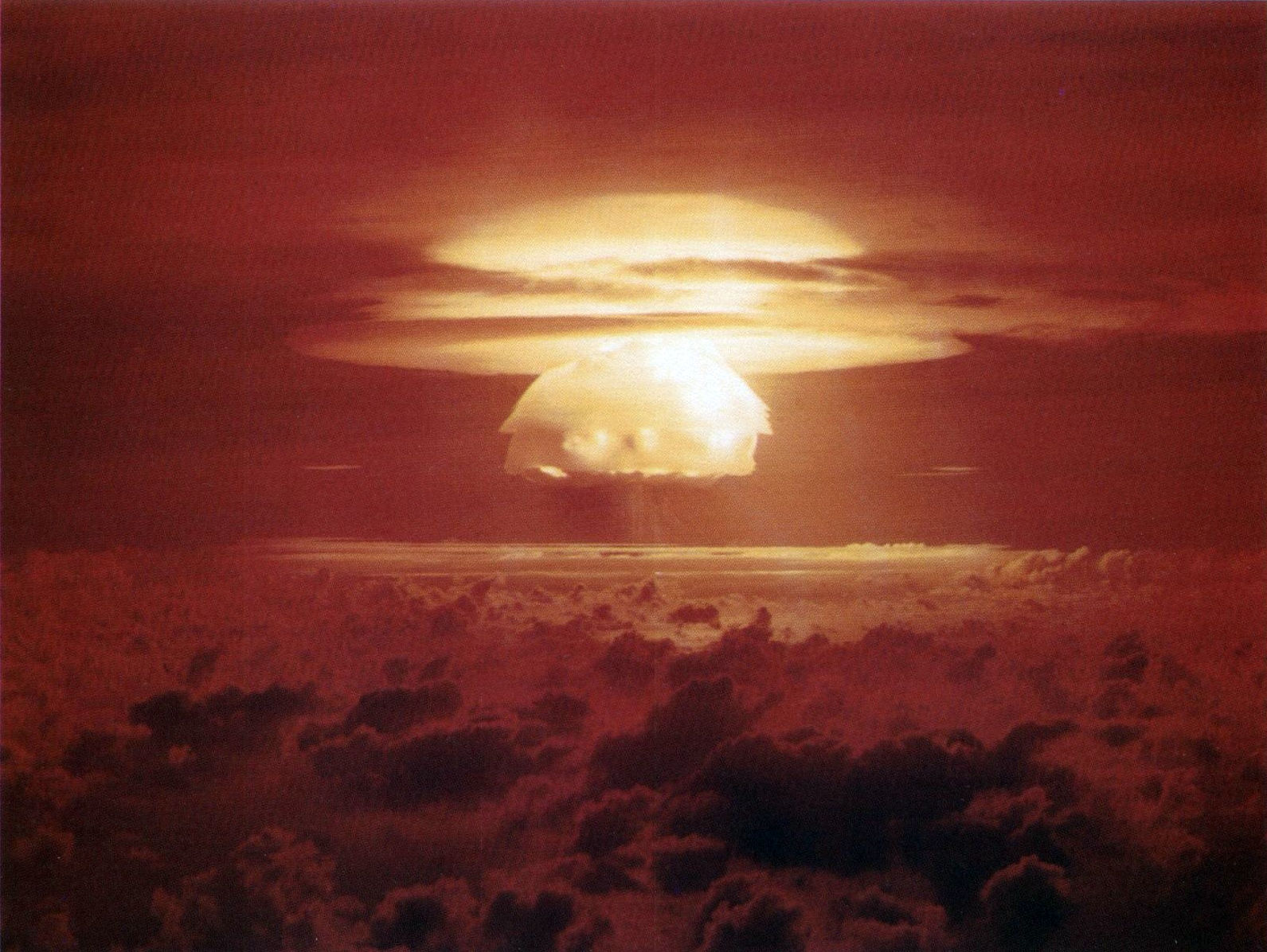
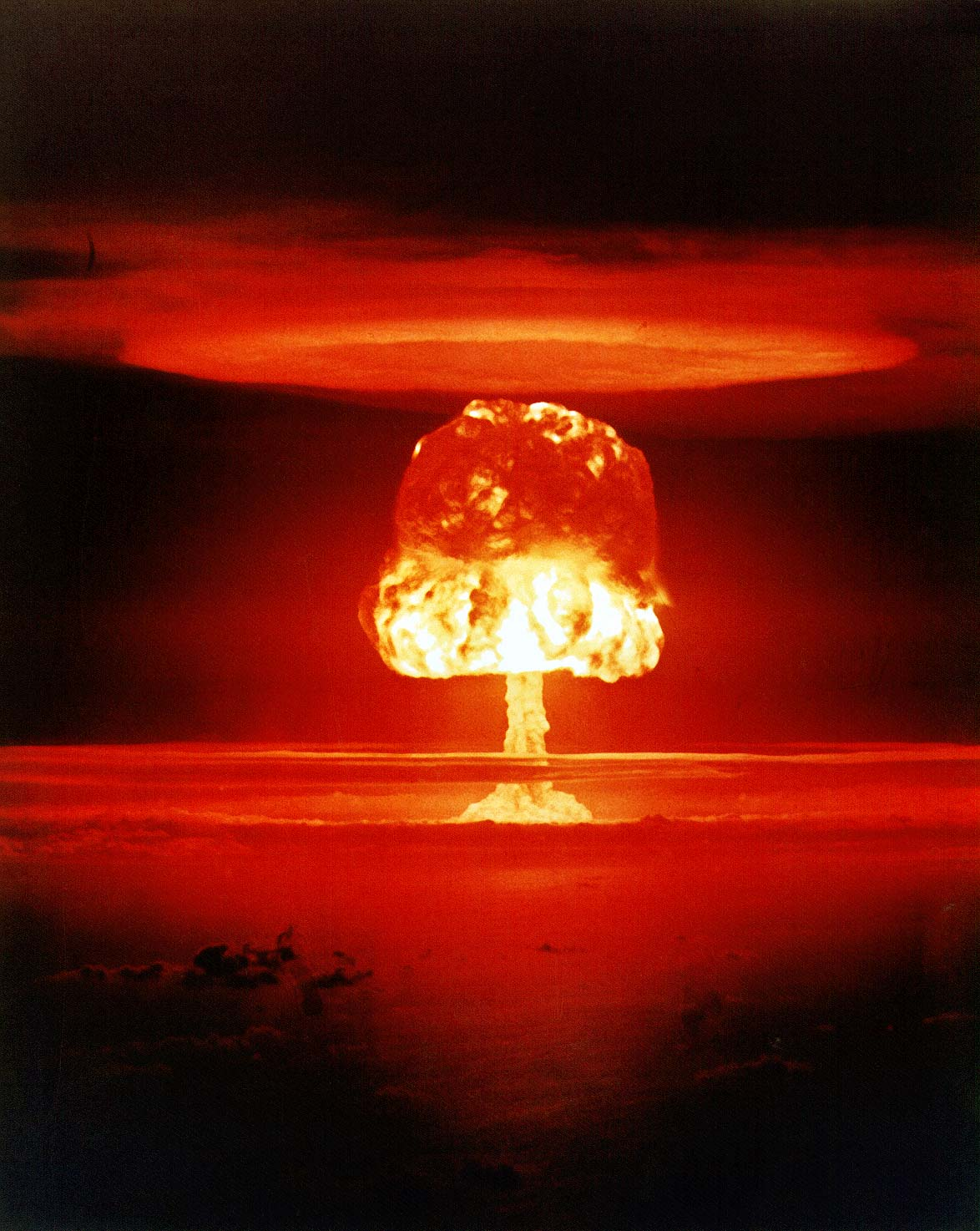
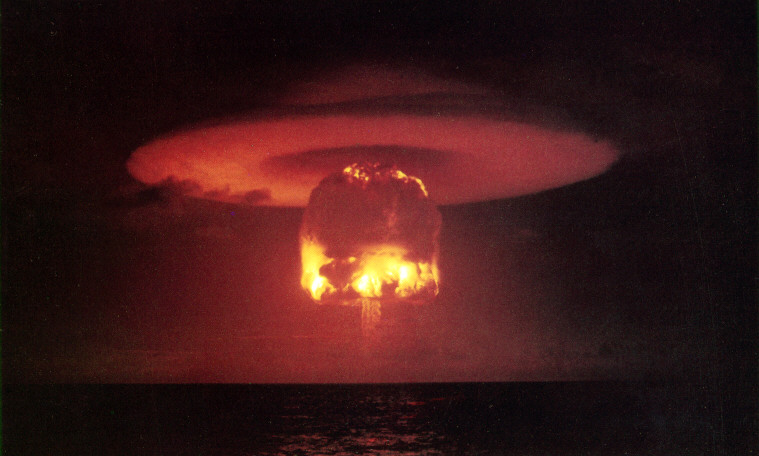
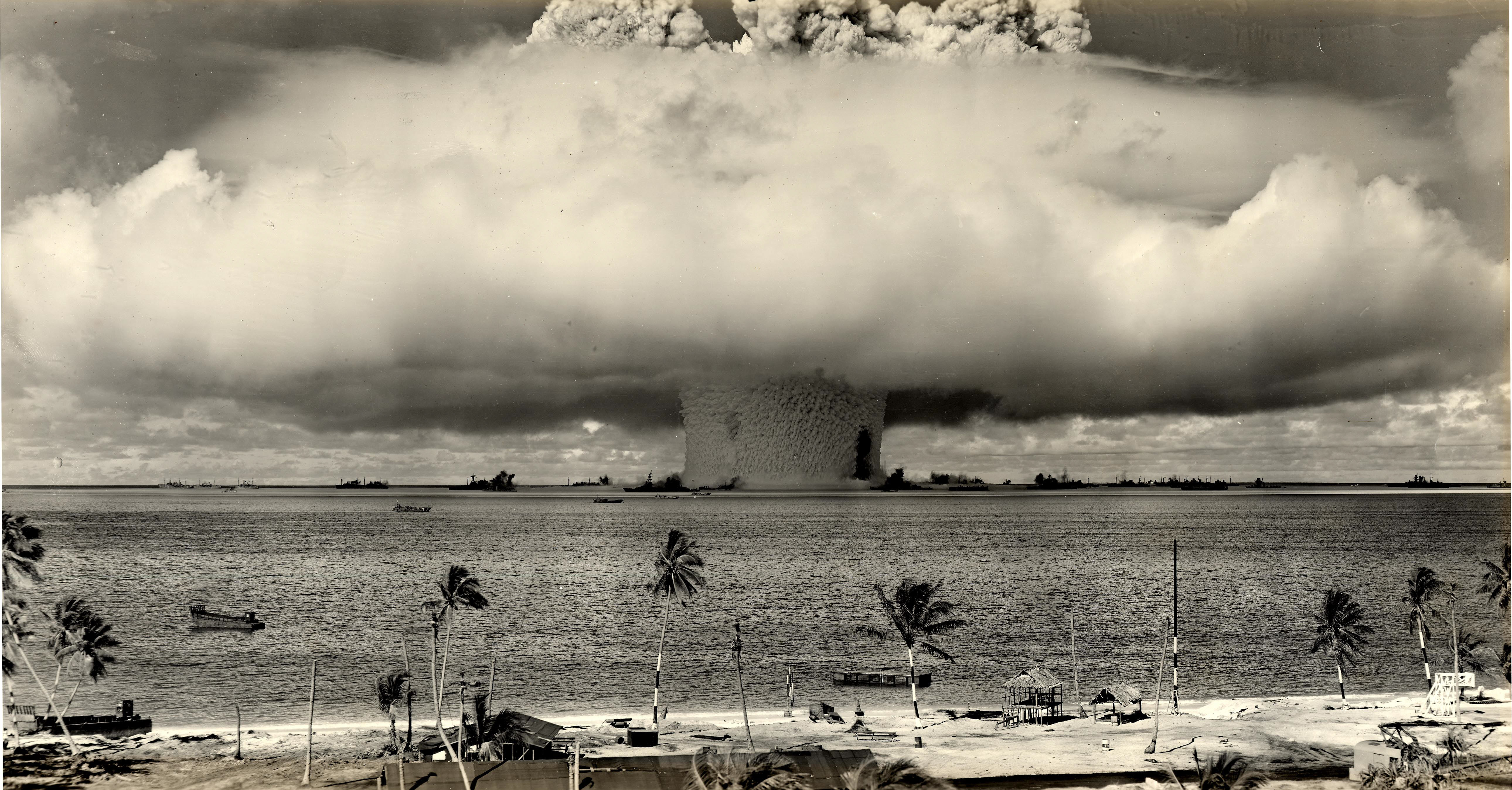
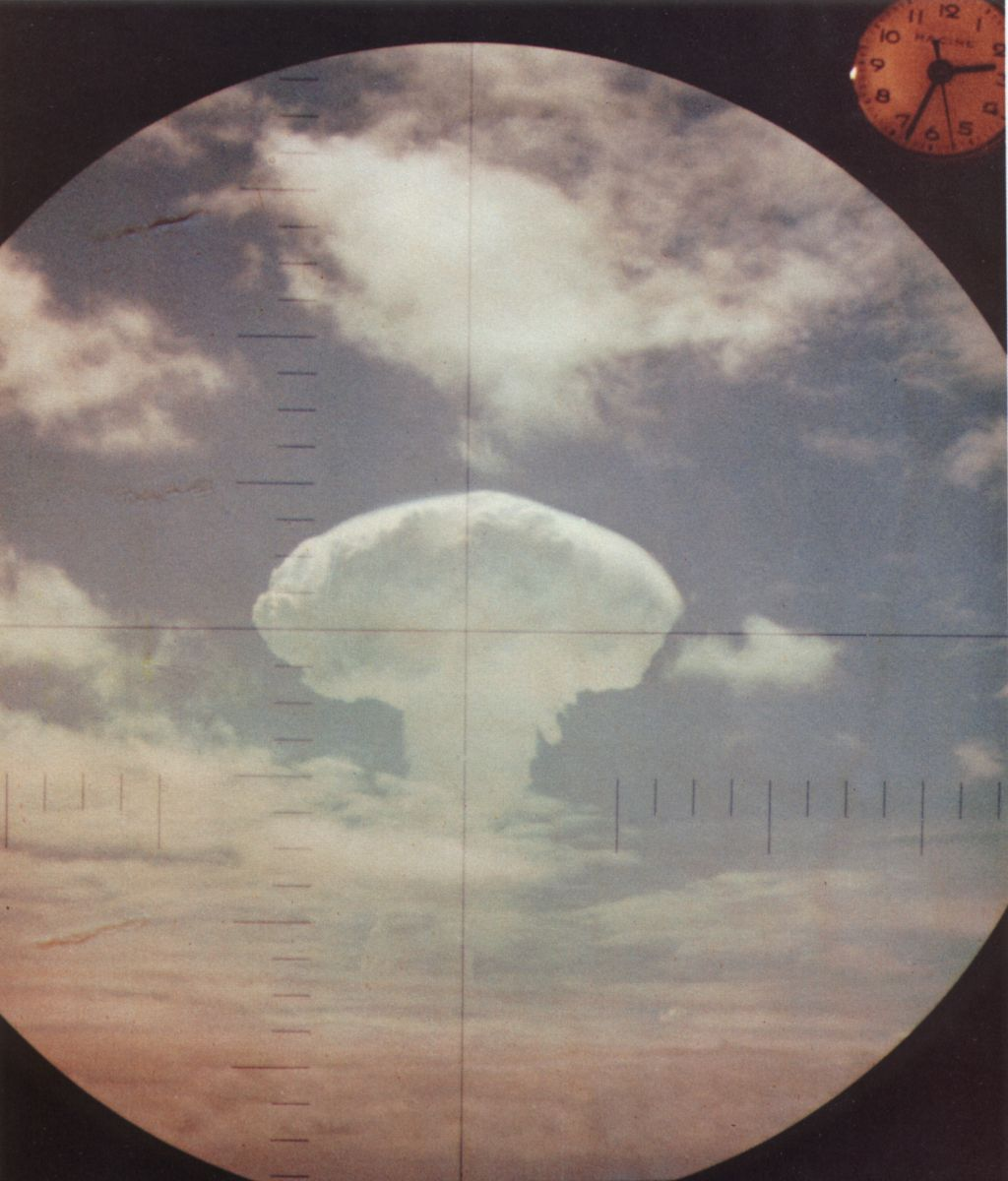
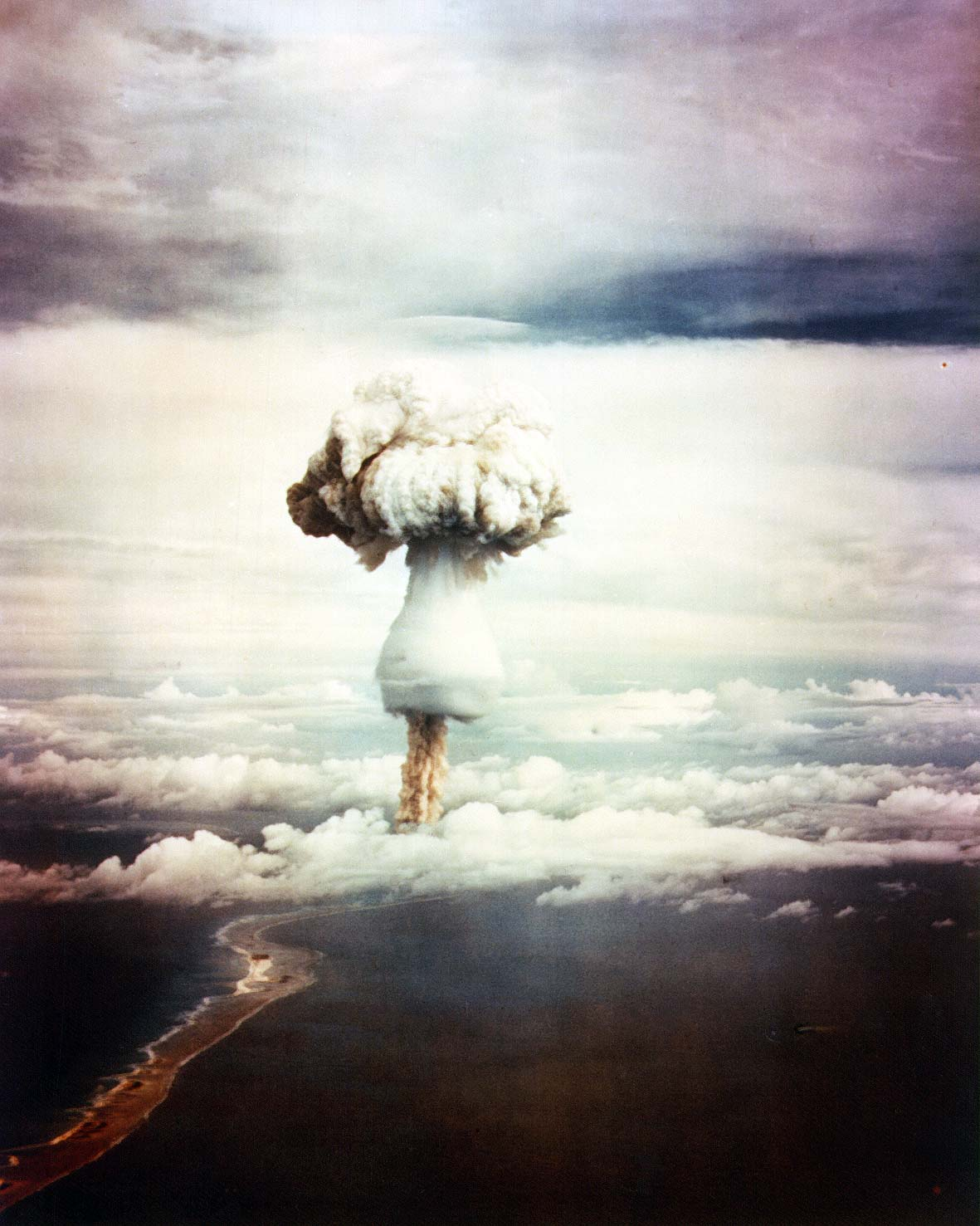
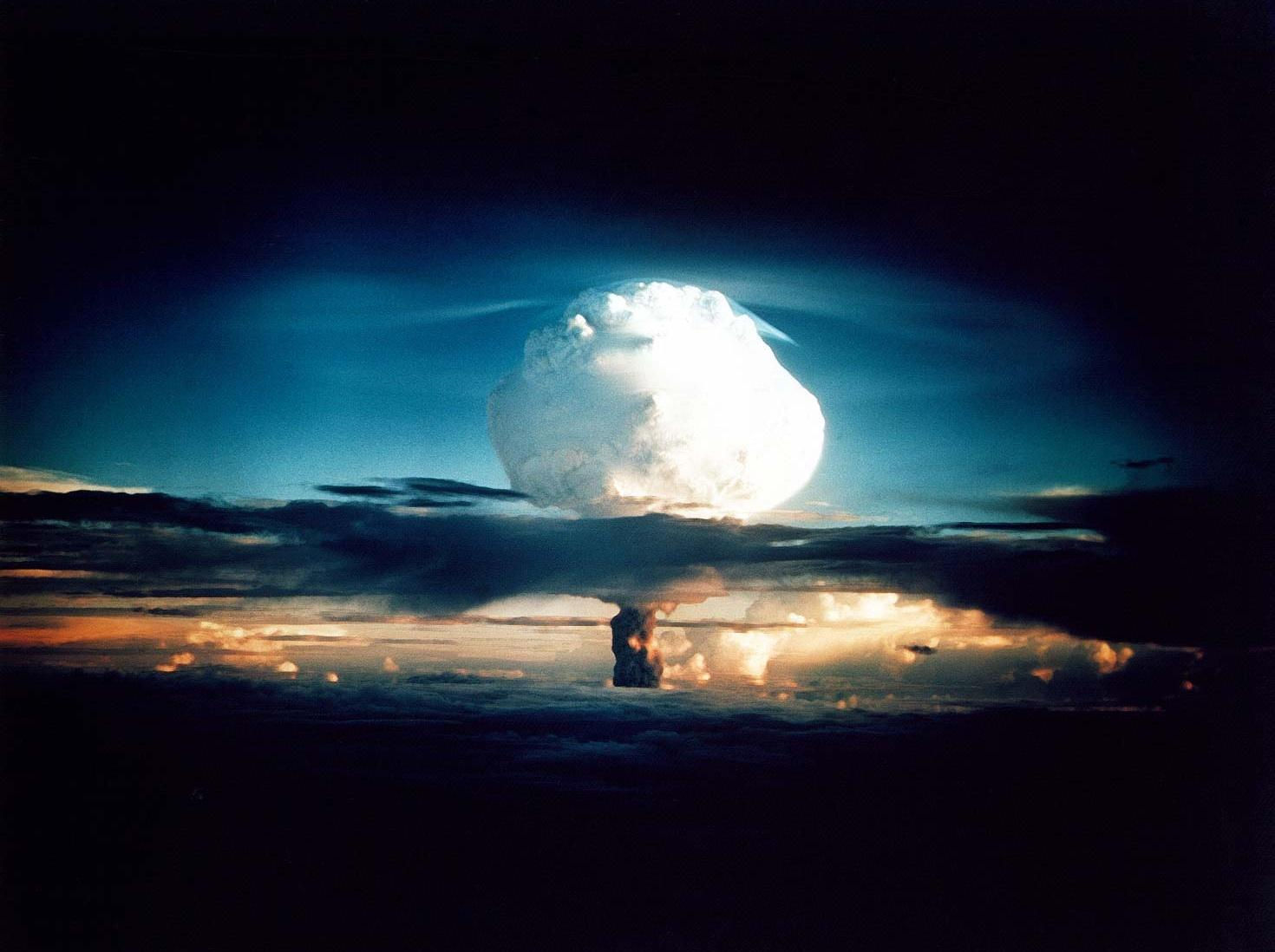
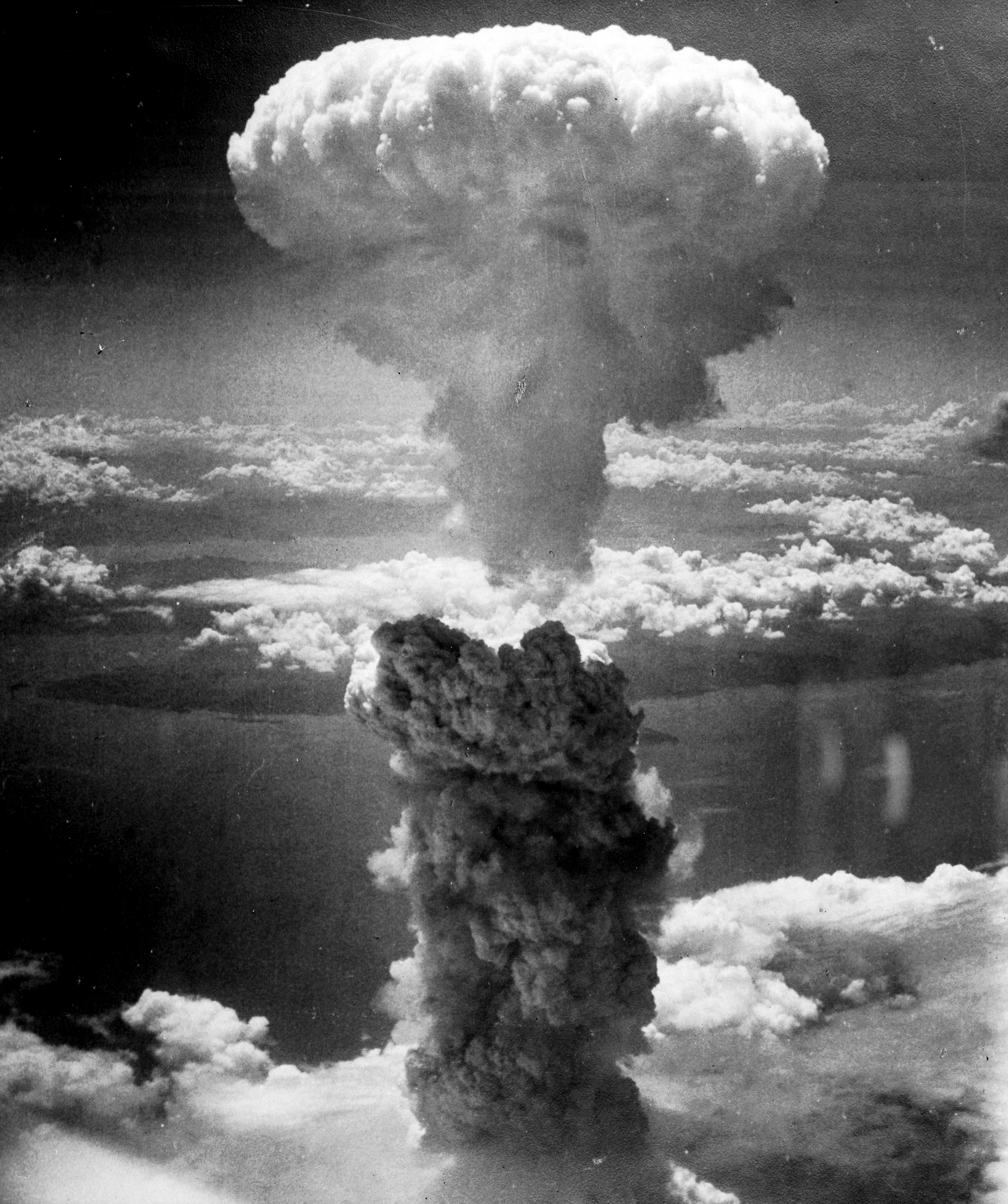
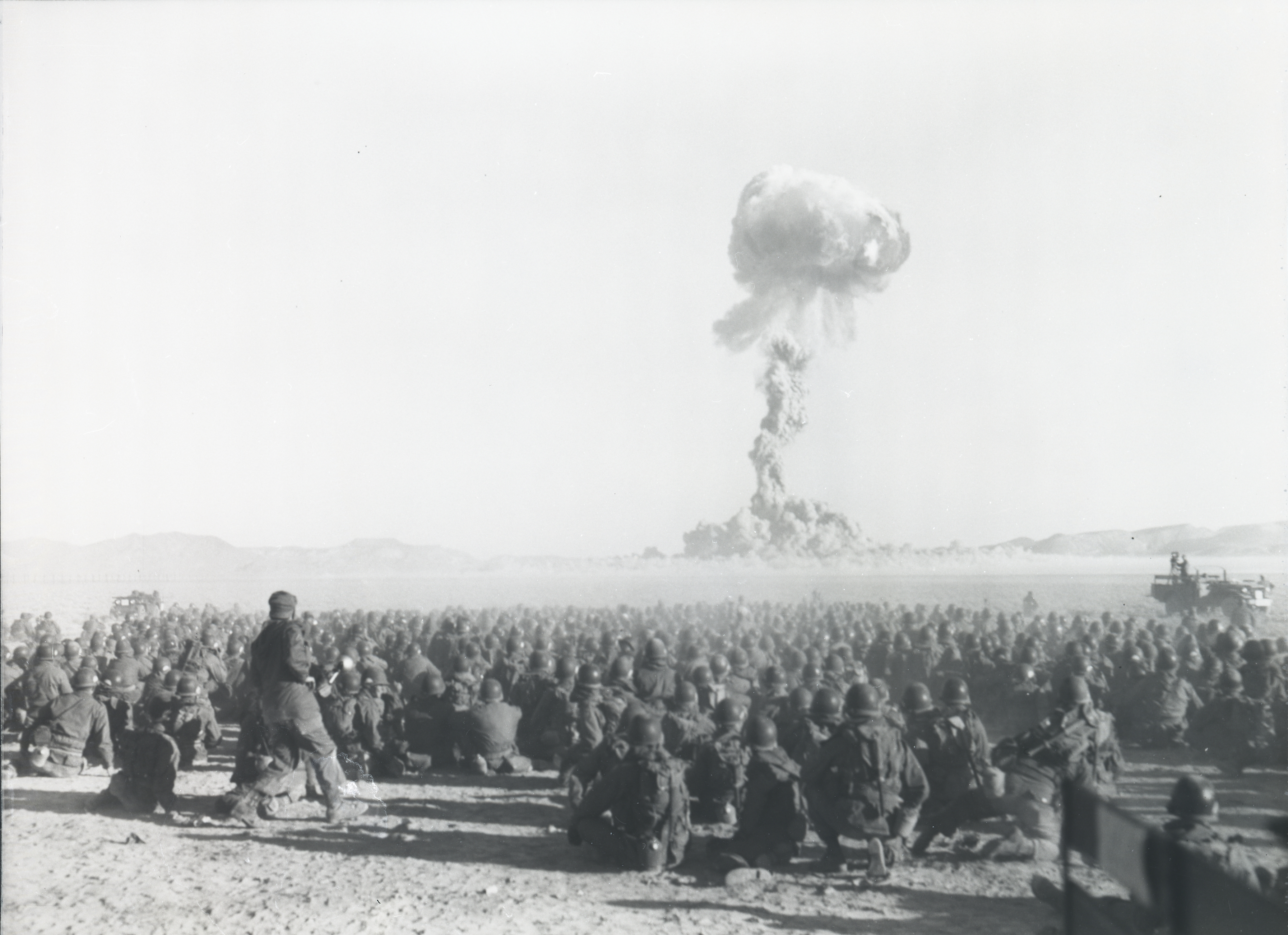
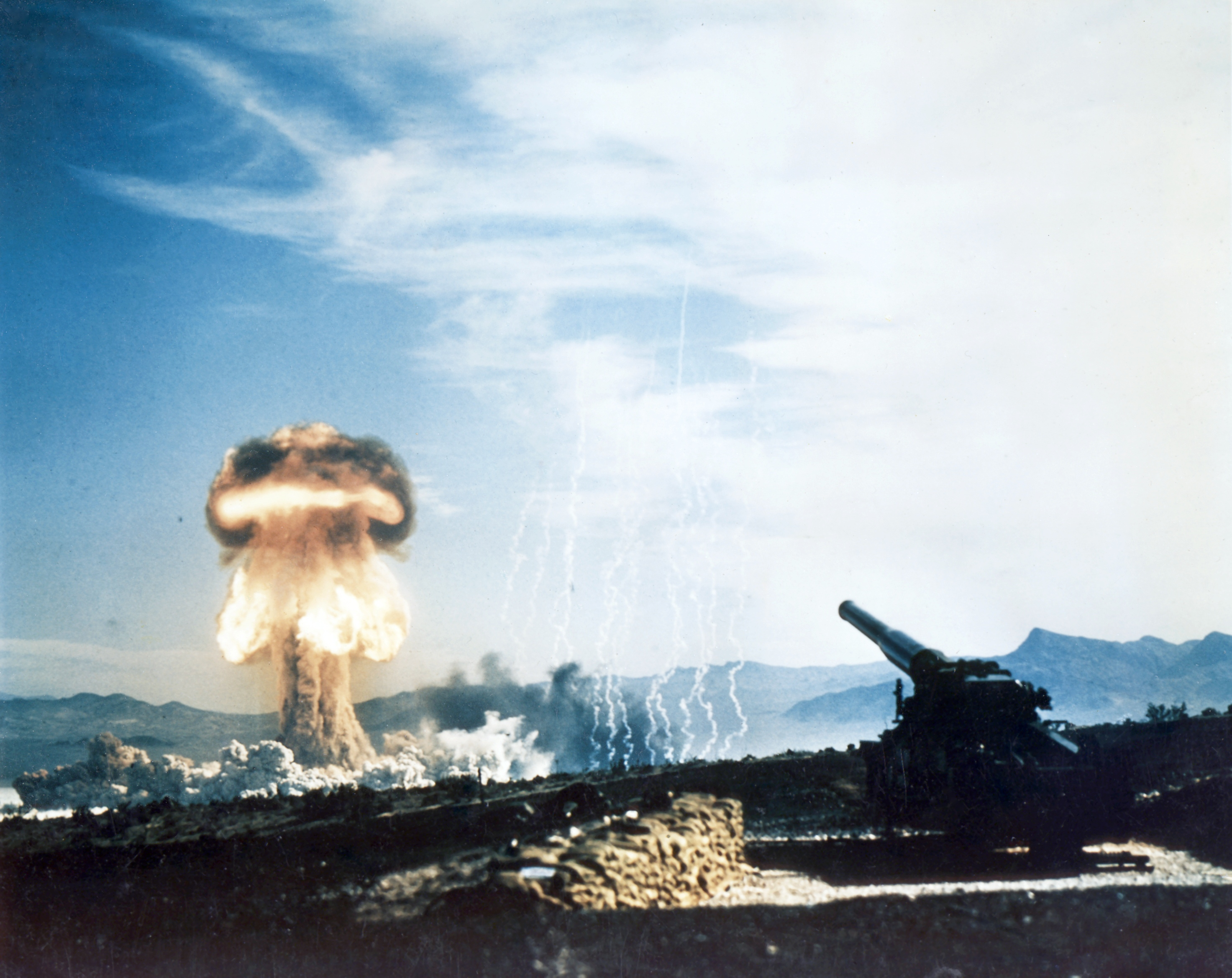
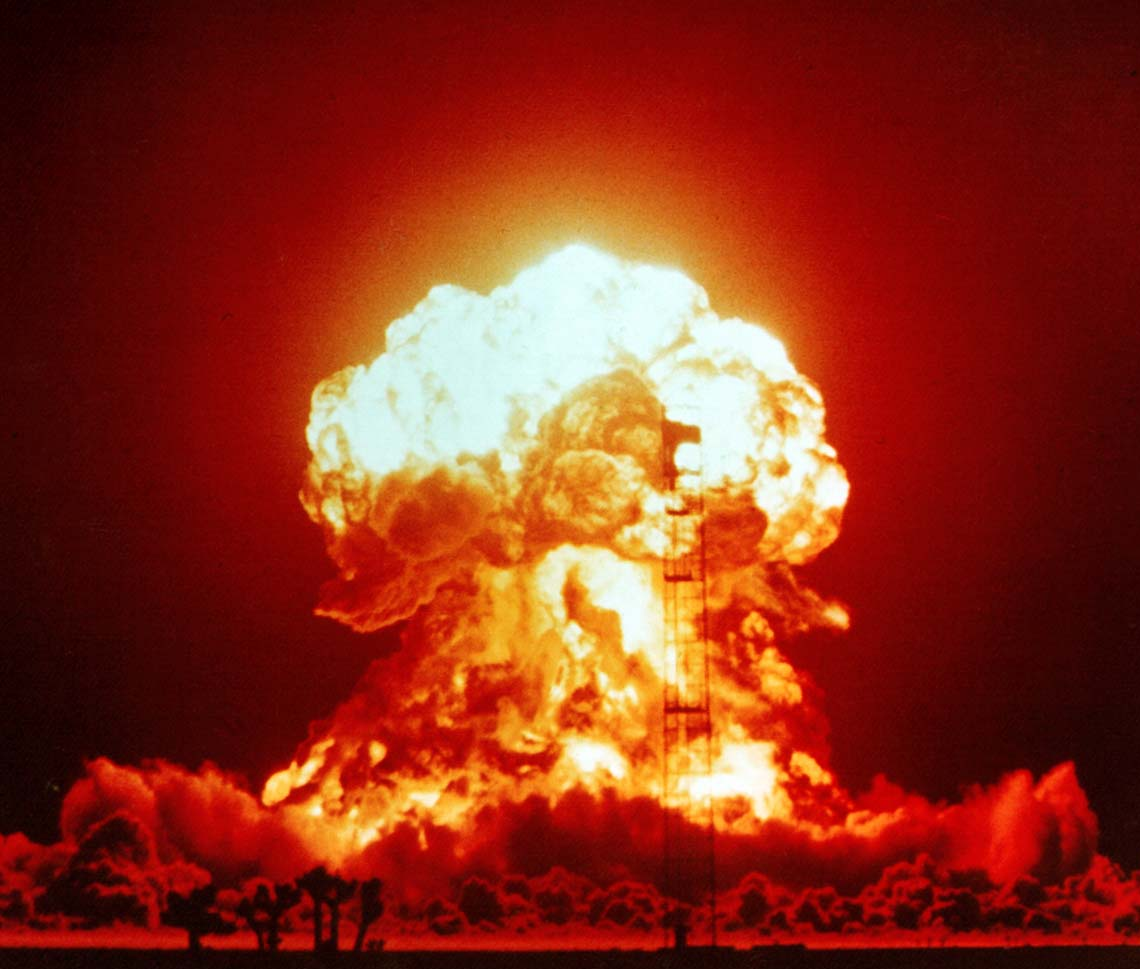
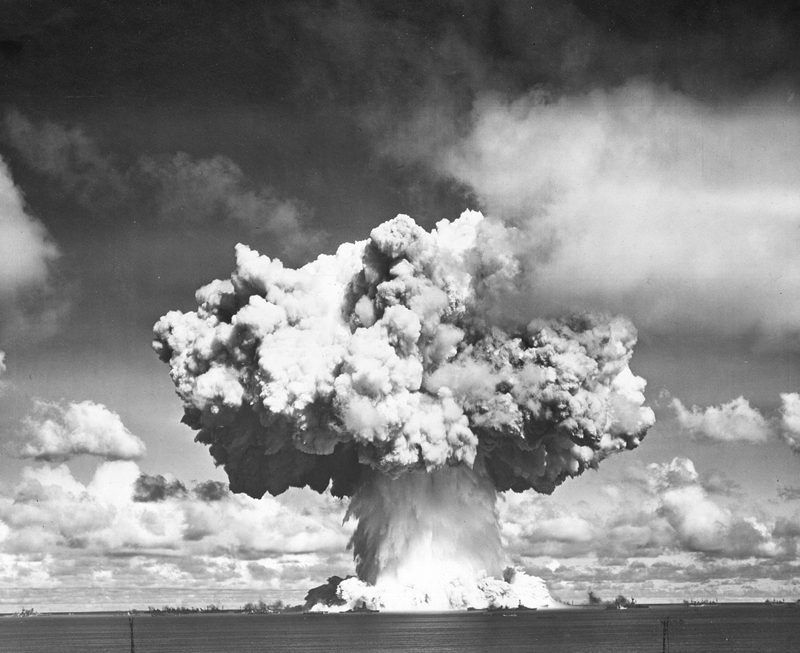